# Erna Fentsch
Erna Fentsch, auch Ernestine Wery und Erna Wery-Fentsch (* 21. April 1909 in München als Ernestine Fentsch; † 26. November 1997) war eine deutsche Schauspielerin sowie Drehbuch- und Romanautorin.

## Leben
Ernestine Fentsch besuchte die Schule am Institut der Englischen Fräulein und nahm gegen den Willen ihrer Eltern Schauspielunterricht. Sie spielte Theater und erhielt, zunächst ungenannt, kleine Filmrollen. In den 1930er und 1940er Jahren spielte sie meist resolute junge Frauen in Produktionen mit bayerischem Volksstückcharakter.
Nach ihrer Heirat mit dem Schauspieler Carl Wery zog sie sich von der Schauspielerei zurück und schrieb ab 1943 Filmdrehbücher. Auch als Autorin blieb sie häufig dem bayerischen Lokalkolorit verbunden. Mit ihren insgesamt 22 Drehbüchern, von denen 16 verfilmt wurden, trug sie einen nicht unwesentlichen Teil zum Charakter des bundesdeutschen Kinos der 1950er Jahre bei. Sie schrieb Drehbücher zu Heimatfilmen, Historienfilmen, Filmkomödien und Liebesfilmen, wobei sie persönlich wenig bekannt blieb. Ihr Ehemann Carl Wery spielte die Titelrollen in Der Meineidbauer und in Sebastian Kneipp. Als ihr bedeutendstes Werk gilt das mehrfach ausgezeichnete Filmdrama Am Galgen hängt die Liebe.
In späteren Jahren verlegte sie sich unter dem Namen „Ernestine Wery“ auf die Schriftstellerei. Sie schrieb mehrere Romane, insbesondere Kriminalromane, die teilweise ihre Drehbücher für die Krimiserie Tatort als Grundlage haben.
Erna Fentsch starb im November 1997 im Alter von 88 Jahren. Sie wurde auf dem alten Bogenhausener Friedhof in München neben ihrem Ehemann beigesetzt. (Grab Mauer rechts Nr. 1)

## Filmografie

### Darstellerin
- 1932: Ein Mann mit Herz
- 1933: Der Tunnel
- 1933: Der Schuß am Nebelhorn
- 1934: Der Springer von Pontresina
- 1934: Die Mühle im Schwarzwald
- 1935: Der Schlafwagenkontrolleur
- 1935: Er weiß, was er will
- 1935: Ehestreik
- 1935: Der Klosterjäger
- 1935: Der ahnungslose Engel
- 1936: Weiberregiment
- 1936: Unter heißem Himmel
- 1940: Das sündige Dorf
- 1941: Der scheinheilige Florian
- 1941: Der verkaufte Großvater
- 1941: Die See ruft
- 1943: Die keusche Sünderin

### Drehbuch
- 1944: Die falsche Braut
- 1945/47: Der Millionär
- 1949: Die seltsame Geschichte des Brandner Kaspar
- 1950: Föhn
- 1952: Ich heiße Niki
- 1952: Der Weibertausch
- 1952: Hab’ Sonne im Herzen
- 1953: Ein Herz spielt falsch
- 1954: Das Bekenntnis der Ina Kahr
- 1954: Und der Himmel lacht dazu (Bruder Martin)
- 1955: Kronprinz Rudolfs letzte Liebe
- 1956: Der Meineidbauer
- 1956: Lügen haben hübsche Beine
- 1957: Die Heilige und ihr Narr
- 1958: Sebastian Kneipp – der Wasserdoktor
- 1960: Am Galgen hängt die Liebe
- 1962: Waldrausch
- 1975: Der Brandner Kaspar und das ewig’ Leben (Fernsehspiel, BR)
- 1975: Tatort – Als gestohlen gemeldet
- 1977: Tatort – Das Mädchen am Klavier

## Romane
- 1965: Der Tag mit dem Goldfaden (Darmstadt: Schneekluth)
- 1966: Der Weibertausch (Darmstadt: Schneekluth)
- 1979: Auf dünnem Eis (Goldmann 4830)
- 1979: Die Warnung (Goldmann 4857)
- 1980: Als gestohlen gemeldet (Goldmann 5602)
- 1981: Die Hunde bellten die ganze Nacht (Goldmann 5608)
- 1981: Sie hieß Cindy (Goldmann 5606)
- 1982: Nachtkerze (Goldmann 5623)
- 1984: Im kalten Licht des Mondes (Goldmann 5636)
- 1987: Eine Schulter zum Weinen (Droemer Knaur 1551)
- 1988: Lilie und Schwert (Droemer Knaur 1624) (Historical)
- 1989: Mary – in einer Nacht in Mayerling (Droemer Knaur 2094)